# 22. marec
22. marec je 81. dan leta (82. v prestopnih letih) v gregorijanskem koledarju. Ostaja še 284 dni.

## Dogodki
- 1794 – ameriškim ladjam prepovedano prevažati sužnje
- 1848 –
  - Benetke razglasijo neodvisnost
  - Milano razglasi neodvisnost
- 1915 – pade avstro-ogrska trdnjava Przemyśl
- 1933 –
  - odpre se koncentracijsko taborišče Dachau
  - odpre se koncentracijsko taborišče Oranienburg
- 1935 – v Nemčiji začne oddajati prvi redni televizijski program
- 1939 – Litva odstopi tretjemu rajhu mesto Memel (Klajpeda)
- 1945 – arabske države podpišejo pakt o Arabski ligi
- 1979 – v ljubljanski Moderni galeriji odprta razstava slovenske povojne likovne umetnosti
- 2016 – v terorističnih napadih v Bruslju umre 34 ljudi, preko 230 je ranjenih

## Rojstva
- 1181 – Umar Ibn al-Farid, arabski pesnik († 1235)
- 1212 – cesar Go-Hirakava, 86. japonski cesar († 1234)
- 1394 – Ulug Beg, timuridski sultan, astronom, matematik in kaligraf († 1449)
- 1459 – Maksimilijan I. Habsburški, sveto rimski cesar († 1519)
- 1517 – Gioseffo Zarlino, italijanski skladatelj († 1590)
- 1599 – Anthonis van Dyck, belgijski (flamski) slikar († 1641)
- 1648 – Tobija Lionelli - Janez Svetokriški, slovenski pridigar, pisec († 1714)
- 1663 – August Hermann Francke, nemški protestant († 1727)
- 1723 – Lovrenc Bogović, gradiščanski (hrvaški) pisatelj in frančiškanski redovnik († 1789)
- 1799 – Friedrich Wilhelm August Argelander, nemški astronom († 1875)
- 1805 – Jurij Mihevec, slovenski skladatelj in pianist († 1882)
- 1806 – Ivan Vasiljevič Kirejevski, ruski filozof, kritik, pisatelj († 1856)
- 1809 – Albrecht von Bernstorff, pruski državnik († 1873)
- 1858 – Giacomo Puccini, italijanski skladatelj (†1924)
- 1868 –
  - Alfred Fowler, angleški astronom († 1940)
  - Robert Andrews Millikan, ameriški fizik, nobelovec 1923 († 1953)
- 1875 –
  - Anton Codelli von Fahnenfeld, italijansko-nemško-slovenski izumitelj († 1954)
  - Hans Emil Wilhelm Grimm, nemški pisatelj († 1959)
- 1879 – Richard Teshner, avstrijski lutkar († 1948)
- 1909 –
  - Metod Mikuž, slovenski zgodovinar (†1982)
  - Gabrielle Roy, kanadska pisateljica († 1983)
- 1924 – Ivan Minatti, slovenski pesnik († 2012)
- 1925 – Beno Zupančič, slovenski pisatelj, publicist († 1980)
- 1943 – Jožko Šavli, slovenski zgodovinar, venetolog, publicist († 2011)
- 1949 – Danilo Kocjančič, slovenski glasbenik († 2013)
- 1958 – Janez Potočnik, slovenski ekonomist, evropski komisar
- 1972 – Olivér Várhelyi, madžarski politik, pravnik in diplomat, evropski komisar
- 1976 – Reese Witherspoon, ameriška igralka

## Smrti
- 880 – Karlman Bavarski, kralj Bavarske in Italije (* okoli 830)
- 1081 – Boleslav II., poljski kralj (* 1042)
- 1144 – Vilijem iz Norwicha, angleški otroški svetnik, žrtev umora (* 1132)
- 1322 – Thomas Plantagenet, angleški plemič, 2. grof Lancaster, Lord High Steward (* 1278)
- 1418 – Nicolas Flamel, francoski alkimist (* 1330)
- 1471 – Jurij Podjebradski, češki kralj  (*  1420)
- 1687 – Jean-Baptiste Lully, italijansko-francoski skladatelj (* 1632)
- 1758 – Jonathan Edwards, ameriški kalvinistični teolog in filozof (* 1703)
- 1772 – John Canton, angleški fizik (* 1718)
- 1832 – Johann Wolfgang von Goethe, nemški pisatelj, humanist, filozof (* 1749)
- 1983 – Peter Žiža, slovenski nevrolog (* 1919)
- 2004 – šejk Ahmed Jasin, duhovni vodja palestinskega gibanja Hamas (* 1937)
- 2005 – Kenzo Tange, japonski arhitekt (* 1913)
- 2006 – Pierre Henri Clostermann, francoski letalski as 2. svetovne vojne (* 1921)
- 2021 – Andreja Kocijančič, slovenska zdravnica (* 1942)

## Prazniki in obredi
- svetovni dan voda